# US Open de 2014
O US Open de 2014 foi um torneio de tênis disputado nas quadras duras do USTA Billie Jean King National Tennis Center, no Flushing Meadows-Corona Park, no distrito do Queens, em Nova York, nos Estados Unidos, entre 25 de agosto e 8 de setembro. Corresponde à 47ª edição da era aberta e à 134ª de todos os tempos.
O defensor do título masculino de simples, Rafael Nadal, anunciou em 18 de agosto que não disputaria o torneio pois não se recuperou a tempo de uma lesão no pulso. A norte-americana Serena Williams, por sua vez, confirmou a defesa do título feminino pela segunda vez.
Na competição masculina, Marin Čilić conquistou seu primeiro título de Grand Slam, enquanto que Serena Williams foi hexacampeã no evento, empatando com Chris Evert na era aberta, sendo o décimo oitavo troféu de Grand Slam, igualando-se a Evert e Martina Navratilova. Faturando as duplas masculinas, os irmãos Bob Bryan e Mike Bryan se tornaram a equipe mais vitoriosa da era aberta no torneio, sendo este o 100º título juntos e o 16º de Grand Slam, empatando com Todd Woodbridge na era aberta. As russas Ekaterina Makarova e Elena Vesnina venceram as duplas femininas, sendo o segundo triunfo em Grand Slam da parceria. Nas mistas, Sania Mirza e Bruno Soares foram os campeões; é o terceiro título de Grand Slam e primeiro US Open da indiana na categoria, enquanto que segundo Slam e US Open do brasileiro 

## Pontuação e premiação

### Distribuição de pontos
ATP e WTA informam suas pontuações em Grand Slam, distintas entre si, em simples e em duplas. A ITF responde exclusivamente pelos juvenis e cadeirantes.
Considerado torneio amistoso, o de duplas mistas não gera pontos.
No juvenil, os simplistas jogam duas fases de qualificatório, mas só os que passam à chave principal pontuam. Em duplas, a pontuação é por jogador. A partir da fase com 16, os competidores recebem pontos adicionais de bônus (os valores da tabela já somam as duas pontuações).
Este é o primeiro ano que WTA e ITF, no juvenil, usam esse sistema de pontos.

#### Profissional
| Evento            | V    | F    | SF  | QF  | R16 | R32 | R64 | R128 | Q  | Q3 | Q2 | Q1 |
| Simples masculino | 2000 | 1200 | 720 | 360 | 180 | 90  | 45  | 10   | 25 | 16 | 8  | 0  |
| Duplas masculinas | 2000 | 1200 | 720 | 360 | 180 | 90  | 0   | —    | —  | —  | —  | —  |
| Simples feminino  | 2000 | 1300 | 780 | 430 | 240 | 130 | 70  | 10   | 40 | 30 | 20 | 2  |
| Duplas femininas  | 2000 | 1300 | 780 | 430 | 240 | 130 | 10  | —    | —  | —  | —  | —  |

| Evento            | V   | F   | SF  | QF  | R16 | R32 | R64 | Q  | Q2 | Q1 |
| Simples Masculino | 375 | 270 | 180 | 120 | 75  | 30  | 25* | 20 | 0  | 0  |
| Simples Feminino  | 375 | 270 | 180 | 120 | 75  | 30  | 25* | 20 | 0  | 0  |
| Duplas Masculinas | 270 | 180 | 120 | 75  | 45  | 0   | —   | —  | —  | —  |
| Duplas Femininas  | 270 | 180 | 120 | 75  | 45  | 0   | —   | —  | —  | —  |

| Evento               | V   | F   | SF/3º lugar | QF/4º lugar |
| Simples              | 800 | 500 | 375         | 100         |
| Duplas               | 800 | 500 | 100         | —           |
| Simples tetraplégico | 800 | 500 | 375         | 100         |
| Duplas tetraplégicas | 800 | 100 | —           | —           |

### Premiação
A premiação geral aumentou 11,7% em relação a 2013. Os títulos de simples tiveram um acréscimo de US$ 400.000 cada.
O US Open possui o mesmo número de participantes - 128 - nas chaves do qualificatório masculino e feminino, o que não acontece nos outros Slam. Os valores para duplas são por par. Diferentemente da pontuação, não há recompensa aos vencedores do qualificatório.
Entre os cadeirantes, além de simples e duplas, há a adição dos mesmos eventos para tetraplégicos, o que também ocorre no Australian Open. Contudo, os valores dos prêmios não são detalhados, constando o total em "Outros eventos". Os juvenis não são pagos.
| Evento        | V             | F             | SF          | QF          | Últimos 16  | Últimos 32  | Últimos 64 | Últimos 128 | Q3         | Q2        | Q1        |
| Contemplados  | 1             | 1             | 2           | 4           | 8           | 16          | 32         | 64          | 16         | 32        | 64        |
| Simples (2)   | US$ 3.000.000 | US$ 1.450.000 | US$ 730.000 | US$ 370.250 | US$ 187.300 | US$ 105.090 | US$ 60.420 | US$ 35.754  | US$ 13.351 | US$ 8.781 | US$ 4.551 |
| Duplas (2)    | US$ 520.000   | US$ 250.000   | US$ 124.450 | US$ 62.060  | US$ 32.163  | US$ 20.063  | US$ 13.375 | —           | —          | —         | —         |
| Duplas mistas | US$ 150.000   | US$ 70.000    | US$ 30.000  | US$ 15.000  | US$ 10.000  | US$ 5.000   | —          | —           | —          | —         | —         |

Outros eventos: US$ 570.000
Total dos eventos: US$ 36.773.720
Per diem (estimado): US$ 1.478.000
Total da premiação: US$ 38.251.720

### Premiação extra
O US Open Series é a série de torneios preparatórios para o Grand Slam norte-americano. A campanha dos tenistas de simples gera pontos. Os três maiores pontuadores, de ambos os gêneros, asseguram o direito de ganhar um prêmio extra em dinheiro, dependendo de seus desempenhos em Nova York, de acordo com a tabela abaixo.
| US Open Series de 2014 | US Open Series de 2014 | US Open Series de 2014 | US Open Series de 2014 | US Open Series de 2014 | US Open Series de 2014 | US Open Series de 2014 | US Open Series de 2014 | US Open Series de 2014 | US Open Series de 2014 | US Open Series de 2014 |
| --- | ---------------------- | ---------------------- | ---------------------- | ---------------------- | ---------------------- | ---------------------- | ---------------------- | ---------------------- | ---------------------- | ---------------------- |
| Torneios participantes: Atlanta, Washington, Toronto, Cincinnati e Winston-Salem (ATP); Stanford, Montreal, Cincinnati e New Haven (WTA) |                        |                        |                        |                        |                        |                        |                        |                        |                        |                        |
| Posição/Fase | V                      | F                      | SF                     | QF                     | 4ª fase                | 3ª fase                | 2ª fase                | 1ª fase                | Premiados              | Premiados              |
| 1º lugar | US$ 1.000.000          | US$ 500.000            | US$ 250.000            | US$ 125.000            | US$ 70.000             | US$ 40.000             | US$ 25.000             | US$ 15.000             | Milos Raonic           | US$ 70.000             |
| 1º lugar | US$ 1.000.000          | US$ 500.000            | US$ 250.000            | US$ 125.000            | US$ 70.000             | US$ 40.000             | US$ 25.000             | US$ 15.000             | Serena Williams        | US$ 1.000.000          |
| 2º lugar | US$ 500.000            | US$ 250.000            | US$ 125.000            | US$ 62.500             | US$ 35.000             | US$ 20.000             | US$ 12.500             | US$ 7.500              | John Isner             | US$ 20.000             |
| 2º lugar | US$ 500.000            | US$ 250.000            | US$ 125.000            | US$ 62.500             | US$ 35.000             | US$ 20.000             | US$ 12.500             | US$ 7.500              | Angelique Kerber       | US$ 20.000             |
| 3º lugar | US$ 250.000            | US$ 125.000            | US$ 62.500             | US$ 31.250             | US$ 17.500             | US$ 10.000             | US$ 6.250              | US$ 3.750              | Roger Federer          | US$ 62.500             |
| 3º lugar | US$ 250.000            | US$ 125.000            | US$ 62.500             | US$ 31.250             | US$ 17.500             | US$ 10.000             | US$ 6.250              | US$ 3.750              | Agnieszka Radwańska    | US$ 6.250              |

## Cabeças de chave

### Simples
Baseados nos rankings de 25 de agosto de 2014.

#### Masculino
| Cabeça de chave | Ranking | Jogador                | Pontos anteriores | Pontos a defender | Pontos conquistados | Nova Pontuação | Status                                                |
| --------------- | ------- | ---------------------- | ----------------- | ----------------- | ------------------- | -------------- | ----------------------------------------------------- |
| 1               | 1       | Novak Djokovic         | 12.770            | 1.200             | 720                 | 12.290         | Semifinais, perdeu para Kei Nishikori [10]            |
| 2               | 3       | Roger Federer          | 7.490             | 180               | 720                 | 8.030          | Semifinais, perdeu para Marin Čilić [14]              |
| 3               | 4       | Stan Wawrinka          | 5.985             | 720               | 360                 | 5.625          | Quartas de final, perdeu para Kei Nishikori [10]      |
| 4               | 5       | David Ferrer           | 4.765             | 360               | 90                  | 4.495          | Terceira fase, perdeu para Gilles Simon [26]          |
| 5               | 6       | Milos Raonic           | 4.225             | 180               | 180                 | 4.225          | Quarta fase, perdeu para Kei Nishikori [10]           |
| 6               | 7       | Tomáš Berdych          | 4.060             | 180               | 360                 | 4.240          | Quartas de final, perdeu para Marin Čilić [14]        |
| 7               | 8       | Grigor Dimitrov        | 3.540             | 10                | 180                 | 3.710          | Quarta fase, perdeu para Gaël Monfils [20]            |
| 8               | 9       | Andy Murray            | 3.150             | 360               | 360                 | 3.150          | Quartas de final, perdeu para Novak Djokovic [1]      |
| 9               | 10      | Jo-Wilfried Tsonga     | 2.920             | 0                 | 180                 | 3.100          | Quarta fase, perdeu para Andy Murray [8]              |
| 10              | 11      | Kei Nishikori          | 2.680             | 10                | 1.200               | 3.870          | Vice-campeão, perdeu para Marin Čilić [14]            |
| 11              | 12      | Ernests Gulbis         | 2.580             | 10                | 45                  | 2.615          | Segunda fase, perdeu para Dominic Thiem               |
| 12              | 14      | Richard Gasquet        | 2.360             | 720               | 90                  | 1.730          | Terceira fase, perdeu para Gaël Monfils [20]          |
| 13              | 15      | John Isner             | 1.925             | 90                | 90                  | 1.925          | Terceira fase, perdeu para Philipp Kohlschreiber [22] |
| 14              | 16      | Marin Čilić            | 1.845             | 0                 | 2.000               | 3.845          | Campeão, venceu Kei Nishikori [10]                    |
| 15              | 17      | Fabio Fognini          | 1.835             | 10                | 45                  | 1.870          | Segunda fase, perdeu para Adrian Mannarino            |
| 16              | 18      | Tommy Robredo          | 1.825             | 360               | 180                 | 1.645          | Quarta fase, perdeu para Stan Wawrinka [3]            |
| 17              | 19      | Roberto Bautista Agut  | 1.800             | 45                | 180                 | 1.935          | Quarta fase, perdeu para Roger Federer [2]            |
| 18              | 20      | Kevin Anderson         | 1.795             | 45                | 90                  | 1.840          | Terceira fase, perdeu para Marin Čilić [14]           |
| 19              | 21      | Feliciano López        | 1.770             | 90                | 90                  | 1.770          | Terceira fase, perdeu para Dominic Thiem              |
| 20              | 24      | Gaël Monfils           | 1.530             | 45                | 360                 | 1.845          | Quartas de final, perdeu para Roger Federer [2]       |
| 21              | 23      | Mikhail Youzhny        | 1.540             | 360               | 10                  | 1.190          | Primeira fase, perdeu para Nick Kyrgios               |
| 22              | 25      | Philipp Kohlschreiber  | 1.505             | 180               | 180                 | 1.505          | Quarta fase, perdeu para Novak Djokovic [1]           |
| 23              | 26      | Leonardo Mayer         | 1.354             | 45                | 90                  | 1.399          | Terceira fase, perdeu para Kei Nishikori [10]         |
| 24              | 28      | Julien Benneteau       | 1.285             | 90                | 10                  | 1.205          | Primeira fase, perdeu para Benoît Paire               |
| 25              | 30      | Ivo Karlović           | 1.220             | 70                | 45                  | 1.195          | Segunda fase, perdeu para Marcel Granollers           |
| 26              | 31      | Gilles Simon           | 1.180             | 0                 | 180                 | 1.360          | Quarta fase, perdeu para Marin Čilić [14]             |
| 27              | 32      | Santiago Giraldo       | 1.180             | 10                | 10                  | 1.180          | Primeira fase, perdeu para Teymuraz Gabashvili        |
| 28              | 33      | Guillermo García-López | 1.168             | 10                | 45                  | 1.203          | Segunda fase, perdeu para Sam Querrey                 |
| 29              | 27      | Lukáš Rosol            | 1.290             | 10                | 10                  | 1.290          | Primeira fase, perdeu para Borna Ćorić [Q]            |
| 30              | 36      | Jérémy Chardy          | 1.105             | 45                | 45                  | 1.105          | Segunda fase, perdeu para Blaž Kavčič                 |
| 31              | 37      | Fernando Verdasco      | 1.100             | 10                | 45                  | 1.135          | Segunda fase, perdeu para Andrey Kuznetsov            |
| 32              | 38      | João Sousa             | 1.077             | 90                | 45                  | 1.032          | Segunda fase, perdeu para David Goffin                |

##### Desistências
| Ranking | Jogador               | Pontos anteriores | Pontos a defender | Nova Pontuação | Motivo          |
| ------- | --------------------- | ----------------- | ----------------- | -------------- | --------------- |
| 2       | Rafael Nadal          | 10.670            | 2.000             | 8.670          | Lesão no pulso  |
| 13      | Juan Martín del Potro | 2.410             | 45                | 2.365          | Lesão no pulso  |
| 22      | Alexandr Dolgopolov   | 1.580             | 45                | 1.535          | Lesão no joelho |
| 29      | Nicolás Almagro       | 1.250             | 10                | 1.240          | Lesão no pé     |
| 35      | Tommy Haas            | 1.115             | 90                | 1.025          | Lesão no ombro  |

#### Feminino
| Cabeça de chave | Ranking | Jogadora                   | Pontos anteriores | Pontos a defender | Pontos conquistados | Nova Pontuação | Status                                                |
| --------------- | ------- | -------------------------- | ----------------- | ----------------- | ------------------- | -------------- | ----------------------------------------------------- |
| 1               | 1       | Serena Williams            | 9.430             | 2.000             | 2.000               | 9.430          | Campeã, venceu Caroline Wozniacki [10]                |
| 2               | 2       | Simona Halep               | 6.310             | 280               | 130                 | 6.160          | Terceira fase, perdeu para Mirjana Lučić-Baroni [Q]   |
| 3               | 4       | Petra Kvitová              | 5.956             | 160               | 130                 | 5.926          | Terceira fase, perdeu para Aleksandra Krunić [Q]      |
| 4               | 5       | Agnieszka Radwańska        | 5.590             | 280               | 70                  | 5.380          | Segunda fase, perdeu para Peng Shuai                  |
| 5               | 6       | Maria Sharapova            | 5.335             | 0                 | 240                 | 5.575          | Quarta fase, perdeu para Caroline Wozniacki [10]      |
| 6               | 7       | Angelique Kerber           | 4.550             | 280               | 130                 | 4.400          | Terceira fase, perdeu para Belinda Bencic             |
| 7               | 8       | Eugenie Bouchard           | 4.405             | 100               | 240                 | 4.545          | Quarta fase, perdeu para Ekaterina Makarova [17]      |
| 8               | 9       | Ana Ivanovic               | 4.065             | 280               | 70                  | 3.855          | Segunda fase, perdeu para Karolína Plíšková           |
| 9               | 10      | Jelena Janković            | 3.695             | 280               | 240                 | 3.655          | Quarta fase, perdeu para Belinda Bencic               |
| 10              | 11      | Caroline Wozniacki         | 3.165             | 160               | 1.300               | 4.305          | Vice-campeã, perdeu para Serena Williams [1]          |
| 11              | 12      | Flavia Pennetta            | 3.121             | 900               | 430                 | 2.651          | Quartas de final, perdeu para Serena Williams [1]     |
| 12              | 13      | Dominika Cibulková         | 3.002             | 5                 | 10                  | 3.007          | Primeira fase, perdeu para Catherine Bellis [WC]      |
| 13              | 14      | Sara Errani                | 2.885             | 100               | 430                 | 3.215          | Quartas de final, perdeu para Caroline Wozniacki [10] |
| 14              | 15      | Lucie Šafářová             | 2.825             | 100               | 240                 | 2.965          | Quarta fase, perdeu para Peng Shuai                   |
| 15              | 16      | Carla Suárez Navarro       | 2.790             | 500               | 130                 | 2.420          | Terceira fase, perdeu para Kaia Kanepi                |
| 16              | 17      | Victoria Azarenka          | 2.783             | 1.400             | 430                 | 1.813          | Quartas de final, perdeu para Ekaterina Makarova [17] |
| 17              | 18      | Ekaterina Makarova         | 2.565             | 500               | 780                 | 2.845          | Semifinais, perdeu para Serena Williams [1]           |
| 18              | 19      | Andrea Petkovic            | 2.400             | 5                 | 130                 | 2.525          | Terceira fase, perdeu para Caroline Wozniacki [10]    |
| 19              | 20      | Venus Williams             | 2.340             | 100               | 130                 | 2.370          | Terceira fase, perdeu para Sara Errani [13]           |
| 20              | 22      | Svetlana Kuznetsova        | 2.010             | 160               | 10                  | 1.860          | Primeira fase, perdeu para Marina Erakovic            |
| 21              | 24      | Sloane Stephens            | 1.900             | 280               | 70                  | 1.690          | Segunda fase, perdeu para Johanna Larsson             |
| 22              | 23      | Alizé Cornet               | 1.930             | 160               | 130                 | 1.900          | Terceira fase, perdeu para Lucie Šafářová [14]        |
| 23              | 25      | Anastasia Pavlyuchenkova   | 1.865             | 160               | 70                  | 1.775          | Segunda fase, perdeu para Nicole Gibbs [WC]           |
| 24              | 21      | Samantha Stosur            | 2.045             | 5                 | 70                  | 2.110          | Segunda fase, perdeu para Kaia Kanepi                 |
| 25              | 26      | Garbiñe Muguruza           | 1.793             | 0                 | 10                  | 1.803          | Primeira fase, perdeu para Mirjana Lučić-Baroni [Q]   |
| 26              | 27      | Sabine Lisicki             | 1.576             | 160               | 130                 | 1.546          | Terceira fase, perdeu para Maria Sharapova [5]        |
| 27              | 28      | Madison Keys               | 1.605             | 5                 | 70                  | 1.670          | Segunda fase, perdeu para Aleksandra Krunić [Q]       |
| 28              | 30      | Roberta Vinci              | 1.492             | 500               | 130                 | 1.122          | Terceira fase, perdeu para Peng Shuai                 |
| 29              | 32      | Casey Dellacqua            | 1.441             | 60                | 240                 | 1.621          | Quarta fase, perdeu para Flavia Pennetta [11]         |
| 30              | 29      | Barbora Záhlavová-Strýcová | 1.501             | 30                | 130                 | 1.601          | Terceira fase, perdeu para Eugenie Bouchard [7]       |
| 31              | 33      | Kurumi Nara                | 1.412             | 220               | 70                  | 1.262          | Segunda fase, perdeu para Belinda Bencic              |
| 32              | 34      | Zhang Shuai                | 1.412             | 60                | 10                  | 1.362          | Primeira fase, perdeu para Mona Barthel               |

##### Desistências
| Ranking | Jogadora | Pontos anteriores | Pontos a defender | Nova pontuação | Motivo          |
| ------- | -------- | ----------------- | ----------------- | -------------- | --------------- |
| 3       | Li Na    | 6.170             | 900               | 5.270          | Lesão no joelho |

### Duplas
| Equipe               | Equipe                 | Ranking1 | Cabeça de chave |
| -------------------- | ---------------------- | -------- | --------------- |
| Bob Bryan            | Mike Bryan             | 2        | 1               |
| Alexander Peya       | Bruno Soares           | 6        | 2               |
| Daniel Nestor        | Nenad Zimonjić         | 11       | 3               |
| Ivan Dodig           | Marcelo Melo           | 14       | 4               |
| Julien Benneteau     | Édouard Roger-Vasselin | 19       | 5               |
| Leander Paes         | Radek Štepánek         | 23       | 6               |
| David Marrero        | Fernando Verdasco      | 27       | 7               |
| Vasek Pospisil       | Jack Sock              | 36       | 8               |
| Jean-Julien Rojer    | Horia Tecău            | 39       | 9               |
| Michaël Llodra       | Nicolas Mahut          | 40       | 10              |
| Marcel Granollers    | Marc López             | 42       | 11              |
| Eric Butorac         | Raven Klaasen          | 49       | 12              |
| Rohan Bopanna        | Aisam-ul-Haq Qureshi   | 56       | 13              |
| Treat Huey           | Dominic Inglot         | 63       | 14              |
| Jamie Murray         | John Peers             | 63       | 15              |
| Juan Sebastián Cabal | Robert Farah           | 64       | 16              |

| Equipe                   | Equipe               | Ranking1 | Cabeça de chave |
| ------------------------ | -------------------- | -------- | --------------- |
| Sara Errani              | Roberta Vinci        | 2        | 1               |
| Hsieh Su-wei             | Peng Shuai           | 7        | 2               |
| Cara Black               | Sania Mirza          | 11       | 3               |
| Ekaterina Makarova       | Elena Vesnina        | 17       | 4               |
| Květa Peschke            | Katarina Srebotnik   | 18       | 5               |
| Raquel Kops-Jones        | Abigail Spears       | 28       | 6               |
| Tímea Babos              | Kristina Mladenovic  | 29       | 7               |
| Andrea Hlaváčková        | Zheng Jie            | 32       | 8               |
| Alla Kudryavtseva        | Anastasia Rodionova  | 36       | 9               |
| Ashleigh Barty           | Casey Dellacqua      | 37       | 10              |
| Lucie Hradecká           | Michaëlla Krajicek   | 42       | 11              |
| Garbiñe Muguruza         | Carla Suárez Navarro | 47       | 12              |
| Anabel Medina Garrigues  | Yaroslava Shvedova   | 49       | 13              |
| Chan Hao-ching           | Chan Yung-jan        | 55       | 15              |
| Anastasia Pavlyuchenkova | Lucie Šafářová       | 62       | 15              |
| Julia Görges             | Anna-Lena Grönefeld  | 64       | 16              |

#### Mistas
| Equipe              | Equipe               | Ranking1 | Cabeça de chave |
| ------------------- | -------------------- | -------- | --------------- |
| Sania Mirza         | Bruno Soares         | 8        | 1               |
| Andrea Hlaváčková   | Alexander Peya       | 13       | 2               |
| Cara Black          | Leander Paes         | 17       | 3               |
| Kristina Mladenovic | Daniel Nestor        | 18       | 4               |
| Lucie Hradecká      | Horia Tecău          | 32       | 5               |
| Katarina Srebotnik  | Rohan Bopanna        | 35       | 6               |
| Julia Görges        | Nenad Zimonjić       | 42       | 7               |
| Raquel Kops-Jones   | Juan Sebastián Cabal | 42       | 8               |

- 1 Ranking de 18 de agosto de 2014.

## Convidados à chave principal

### Simples
| Masculino |
| --- |
| - Jared Donaldson - Marcos Giron - Ryan Harrison - Michaël Llodra - Wayne Odesnik - Noah Rubin - Tim Smyczek - Bernard Tomic |

| Feminino |
| --- |
| - Catherine Bellis - Madison Brengle - Danielle Collins - Jarmila Gajdošová - Nicole Gibbs - Amandine Hesse - Grace Min - Taylor Townsend |

### Duplas
| Masculinas |
| --- |
| - Chase Buchanan / Tennys Sandgren - Jared Donaldson / Michael Russell - Marcos Giron / Kevin King - Bradley Klahn / Tim Smyczek - Peter Kobelt / Hunter Reese - Stefan Kozlov / Noah Rubin - Michael Mmoh / Francis Tiafoe |

| Femininas |
| --- |
| - Tornado Alicia Black / Bernarda Pera - Jennifer Brady / Samantha Crawford - Louisa Chirico / Katerina Stewart - Irina Falconi / Anna Tatishvili - Nicole Gibbs / Maria Sanchez - Grace Min / Melanie Oudin - Asia Muhammad / Taylor Townsend |

| Mistas |
| --- |
| - Tornado Alicia Black / Ernesto Escobedo - Jacqueline Cako / Joel Kielbowicz - Lauren Davis / Nicholas Monroe - Christina McHale / Stefan Kozlov - Asia Muhammad / Taylor Harry Fritz - Melanie Oudin / Rajeev Ram - Shelby Rogers / Bradley Klahn - Taylor Townsend / Donald Young |

Fonte: USTA – Mixed Doubles Wild Cards

## Qualificados à chave principal

### Simples
| Simples masculino |
| --- |
| 1. Marco Chiudinelli 2. Niels Desein 3. Filip Krajinović 4. Facundo Bagnis 5. Yoshihito Nishioka 6. Illya Marchenko 7. Andreas Beck 8. Alexander Kudryavtsev 9. Peter Gojowczyk 10. Taro Daniel 11. Tatsuma Ito 12. Matthias Bachinger 13. James McGee 14. Steve Darcis 15. Radu Albot 16. Borna Ćorić |

| Simples feminino |
| --- |
| 1. Wang Qiang 2. Maryna Zanevska 3. Lesia Tsurenko 4. Alla Kudryavtseva 5. Ashleigh Barty 6. Ksenia Pervak 7. Françoise Abanda 8. Duan Yingying 9. Ons Jabeur 10. Aleksandra Krunić 11. Chan Yung-jan 12. Anastasia Rodionova 13. Mirjana Lučić-Baroni 14. Paula Kania 15. Zheng Saisai 16. Aliaksandra Sasnovich |

## Finais

### Profissional
| Categoria | Evento    | Campeã(s)(o/ões)                 | Vice-campeã(s)(o/ões)            | Resultado        | Chave(s)  | Chave(s)       |
| --------- | --------- | -------------------------------- | -------------------------------- | ---------------- | --------- | -------------- |
| Simples   | Masculino | Marin Čilić                      | Kei Nishikori                    | 6–3, 6–3, 6–3    | principal | qualificatório |
| Simples   | Feminino  | Serena Williams                  | Caroline Wozniacki               | 6–3, 6–3         | principal | qualificatório |
| Duplas    | Masculino | Bob Bryan Mike Bryan             | Marcel Granollers Marc López     | 6–4, 6–3         | principal | principal      |
| Duplas    | Feminino  | Ekaterina Makarova Elena Vesnina | Martina Hingis Flavia Pennetta   | 2–6, 6–3, 6–2    | principal | principal      |
| Duplas    | Misto     | Sania Mirza Bruno Soares         | Abigail Spears Santiago González | 6–1, 2–6, [11–9] | principal | principal      |

### Juvenil
| Categoria | Evento    | Campeã(s)(o/ões)           | Vice-campeã(s)(o/ões)        | Resultado        | Chave(s)  | Chave(s)       |
| --------- | --------- | -------------------------- | ---------------------------- | ---------------- | --------- | -------------- |
| Simples   | Masculino | Omar Jasika                | Quentin Halys                | 2–6, 7–5, 6–1    | principal | qualificatório |
| Simples   | Feminino  | Marie Bouzková             | Anhelina Kalinina            | 6–4, 7–65        | principal | qualificatório |
| Duplas    | Masculino | Omar Jasika Naoki Nakagawa | Rafael Matos João Menezes    | 6–3, 7–66        | principal | principal      |
| Duplas    | Feminino  | İpek Soylu Jil Teichmann   | Vera Lapko Tereza Mihalíková | 5–7, 6–2, [10–7] | principal | principal      |

### Cadeirante
| Categoria | Evento       | Campeã(s)(o/ões)               | Vice-campeã(s)(o/ões)          | Resultado      | Chave     |
| --------- | ------------ | ------------------------------ | ------------------------------ | -------------- | --------- |
| Simples   | Masculino    | Shingo Kunieda                 | Gustavo Fernández              | 7–60, 6–4      | principal |
| Simples   | Feminino     | Yui Kamiji                     | Aniek van Koot                 | 6–3, 6–3       | principal |
| Simples   | Tetraplégico | Andrew Lapthorne               | David Wagner                   | 7–5, 6–2       | principal |
| Duplas    | Masculino    | Stéphane Houdet Shingo Kunieda | Gordon Reid Maikel Scheffers   | 6–2, 2–6, 7–64 | principal |
| Duplas    | Feminino     | Yui Kamiji Jordanne Whiley     | Jiske Griffioen Aniek van Koot | 6–4, 3–6, 6–3  | principal |
| Duplas    | Tetraplégico | Nicholas Taylor David Wagner   | Andrew Lapthorne Lucas Sithole | 6–3, 7–5       | principal |